# Котюсов, Александр Николаевич
Александр Николаевич Ко́тюсов (род. 8 сентября 1965, Горький) — российский политический деятель. Депутат Государственной думы Российской Федерации третьего созыва (1999—2003). Депутат городской Думы Нижнего Новгорода пятого созыва (2010-2015), ресторатор, глава Представительства Федерации рестораторов и отельеров России по Нижегородской области.

## Биография
Закончил Горьковский Политехнический институт (1987) и Нижегородскую Правовую Академию (2003) 
Кандидат физико-математических наук. В 1992 году защитил кандидатскую диссертацию по теме «Коллективные эффекты в многофазных средах». Автор 12 научных работ.
С 1992 года — пресс-секретарь главы администрации Нижегородской области Бориса Немцова.
В 1997 году стал заместителем генерального директора по внешним связям телестанции «Сети НН», а с октября того же года ― первым заместителем руководителя Государственного комитета РФ по поддержке малого предпринимательства ― Ирины Хакамады.
В 1998 году руководил секретариатом вице-премьера правительства РФ Бориса Немцова.
С 1999-го по 2001-й годы руководил Волго-Вятским, а после реорганизации в 2000-м году Приволжским окружным межрегиональным территориальным управлением МПТР (Министерства печати России) (Нижний Новгород)
С 2001 года руководил аппаратом фракции «Союз правых сил» в Государственной Думе.

### Депутат Государственной Думы Российской Федерации
В январе 2002 года получил мандат депутата ГД РФ; занимал пост заместителя председателя Комитета по образованию и науке.
В декабре 2003 года баллотировался в Госдуму четвёртого созыва по общефедеральному списку СПС. Список не прошёл в парламент.
С 2005 года занимается ресторанным бизнесом. 
В 2010 году был избран депутатом Городской думы Нижнего Новгорода.
Член Союза писателей России, писатель, литературный критик. Публиковался в литературных журналах «Знамя», «Новый мир», «Нева», «Сибирские огни», «Дружба народов» и других. Автор двух сборников рассказов «Дегустация любви» и «Женькина квартира», романа «Гнездовье бакланов или у каждого свое Саргассово море», а также других романов и критических статей